# LGV東連絡線
LGV東連絡線 (仏: LGV Interconnexion Est)はLGV北線とLGV南東線を結ぶフランスの高速鉄道路線である。路線長は102kmである。当路線は、イル・ド・フランスを貫き1994年に開業した。3つの枝線から構成されている。イル・ド・フランス連絡線、パリ相互連絡線と称される場合もある。
3つの枝線は次の通り。
- 西枝線:パリとフランス西部に向かう路線。クーベル分岐点が起点でクレテイユ分岐点が終端。
- 北枝線:フランス北部やロンドン、ブリュッセル方面に向かう路線でヴェマールス (Vémars)分岐点でLGV北線と接続。
- 南枝線:フランス南部に向かう路線でクーベル分岐点からLGV南東線と接続するモアズネイ分岐点が終端。

西と南の枝線はLGV南東線に付け加えられたもので、本当は東連絡線を構成する路線はクーベル・ヴェマールス間の北枝線だけだと言う一部の見方もある。

## 路線経路
南側 (LGV南東線側)のモアズネイ分岐点から始まりクーベル分岐点 (LGV大西洋線、ルーアン方面へ連絡)を通り北東方向へ進む。トゥルナンの近くでパリ・クロミエ (Coulommiers)線に接続している。さらに北へ行くとマルヌ＝ラ＝ヴァレ＝シェシー駅 (Marne La Valée Chessy)である。RER A4線との乗換駅でもあるこの場所は、ニュータウンであるマルヌ・ラ・ヴァレとディズニーランド・パリへの最寄駅である。クレーユスイリィ (Claye-Souilly)近くのMessyでLGV東ヨーロッパ線と接続する。しばらく行くと、シャルル・ド・ゴール空港駅 (Gare Aéroport Charles-de-Gaulle 2 TGV)に着く。ここではシャルル・ド・ゴール空港 (ロワシー空港)へのアクセスやRER B線への乗換駅となっている。間も無く行くと、ヴェマールスのLGV北線との分岐点に達する。

## 所要時間
- リール-シャルル・ド・ゴール空港 50分
- リール-リヨン 2時間50分
- リール-ナント 3時間50分
- リール-グルノーブル 4時間25分
- リール-マルセイユ 4時間30分
- リール-ボルドー 5時間
- ブリュッセル-リヨン 3時間40分
- ブリュッセル-マルセイユ 5時間25分
- ブリュッセル-ヴァランス 4時間30分
- ブリュッセル-レンヌ 4時間50分
- ブリュッセル-モンペリエ 5時間40分

## 将来計画
ヴィルパリジ・ヴェルマ間のLGV路線に沿って現在郊外線が建設中である。この計画では、パリからシャルル・ド・ゴール空港までのRER B線に代わる旅客サービスであるCDGエクスプレスの運行と西線に連絡したクレイユからモー(Meaux)、マルヌ・ラ・ヴァレ、ムランへの運行などの2つの事案を行うことを可能にする。
その他にも当路線を補う南連絡線の建設計画もある。

## 参考資料・出典
- 鉄道ファン2007年8月号　世界の高速鉄道　フランスTGV-その1－　144頁　交友社

1. ↑  『鉄道ジャーナル』2007年9月号